# Boig per tu
«Boig per tu» (en español, «Loco por ti») es una canción de la banda de rock catalán Sau. Es la octava pista de su álbum de 1990 Quina Nit y se lanzó como el tercer sencillo del mismo en junio de dicho año. Fue compuesta por Pep Sala y escrita por los tres miembros del grupo — Pep Sala, Carles Sabater y Joan Capdevila. La canción, además de haber sido ampliamente versionada, se ha convertido en el sencillo más popular del grupo y en uno de los temas más conocidos de la música en catalán.

## Descripción
La letra de la canción es una declaración de amor a la luna. En 2010, durante una entrevista para el programa No me les puc treure del cap ("No me las puedo sacar de la cabeza") de TV3, Pep Sala reveló que la estrofa «Quan no hi siguis al matí / les llàgrimes es perdran / entre la pluja / que caurà avui» («Cuando no estés por la mañana / las lágrimas se perderán / entre la lluvia / que caerá hoy») está inspirada en un fragmento de la película Blade Runner, donde Batty dice a Deckard: "Todos estos momentos se perderán en el tiempo, como lagrimas en la lluvia. Es hora de morir." Como homenaje a su esposa, que murió de un problema de salud .
"Boig per tu" es también el título del libro del periodista Jordi Folck, publicado en noviembre de 2015, que recoge el último año de la vida del cantante Carles Sabater, amigo personal del autor, en el entorno de una novela sobre las obsesiones amorosas en un centro psiquiátrico. El libro generó polémica en los medios de comunicación y en las redes sociales; uno de los componentes del grupo, Pep Sala, expresó su rechazo por el trato que recibía del autor. Para redactar el libro, el periodista se basó en entrevistas a Laura Jou, Coco Comin, Josep Sabater, Carlos Gramaje, Rose Blancafort, Manel Barceló y miembros de la compañía Dagoll Dagom.
Estrictamente, el tema de la letra es una declaración de amor a la Luna, aunque también se puede interpretar que está dedicada a una persona.

## Versión de Shakira

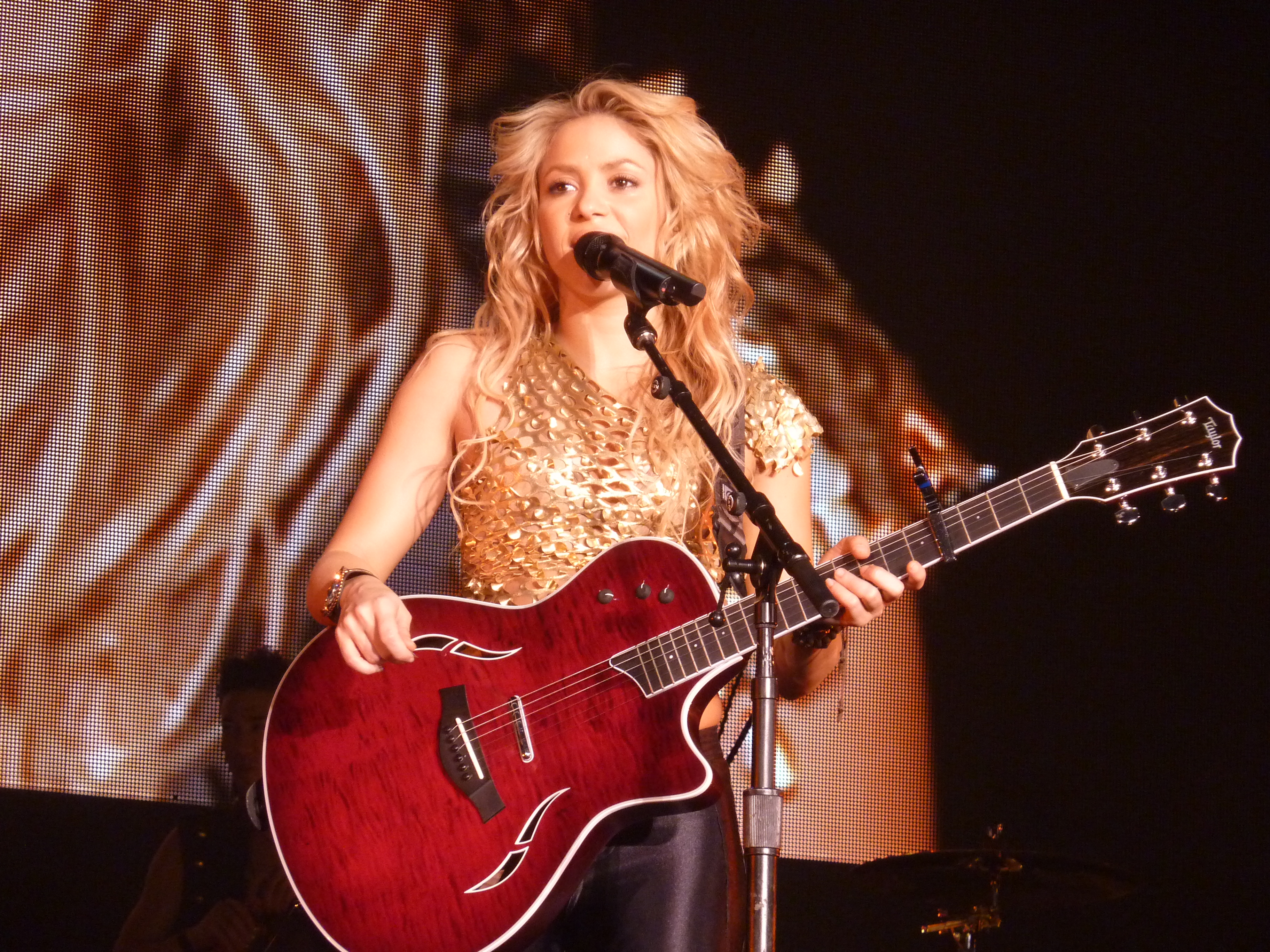
La colombiana Shakira adaptó la canción en su álbum "Shakira".

Boig per tu ha sido versionada varias veces por grupos e intérpretes como el tenor José Carreras o Dyango. Una de las versiones más conocidas por el público español es la de la cantante gallega Luz Casal en su disco A contraluz. 

Asimismo, la versión más internacional podría ser la realizada por la cantante colombiana Shakira, que grabó en catalán y en español, y que incluyó en su álbum homónimo Shakira, publicado en 2014, logrando la primera ubicación en las listas musicales de España. La cantante le dedica esta adaptación del famoso tema a su pareja de entonces, el futbolista catalán Gerard Piqué.
- Es por ti - Luz Casal
- El Pare - Dyango
- T'estim i t'estimaré - José Carreras
- Una nit amb orquestra - Pep Sala
- Be with you (sample of Boig per tu) - Jack Lucien
- Boig per tu - Chocolat
- Boig per tu - Shakira
- Loca por ti - Shakira

## Legado
La canción apareció en el final del décimo capítulo de la primera temporada de la serie Pulseras rojas, emitida por Televisión de Cataluña y Antena 3.